# Zee Cine Award/Bester Debütant
Der Zee Cine Award Best Male Debut ist eine Kategorie des indischen Filmpreises Zee Cine Award.
Der Zee Cine Award Best Male Debut wird von der Jury gewählt. Der Gewinner wird in der Verleihung bekanntgegeben. Die Verleihung findet jedes Jahr im März statt.
Folgende Schauspieler haben diesen Preis gewonnen:
| Jahr | Schauspieler      | Film                                               | Deutscher Titel                          |
| ---- | ----------------- | -------------------------------------------------- | ---------------------------------------- |
| 1998 | Akshaye Khanna    | Border                                             | —                                        |
| 1999 | Mukesh Tiwari     | China Gate                                         | —                                        |
| 2000 | Aftab Shivdasani  | Mast                                               | —                                        |
| 2001 | Hrithik Roshan    | Kaho Naa ... Pyaar Hai – Liebe aus heiterem Himmel | Liebe aus heiterem Himmel                |
| 2002 | Tusshar Kapoor    | Mujhe Kuch Kehna Hai                               | —                                        |
| 2003 | Vivek Oberoi      | Company                                            | Company – Das Gesetz der Macht           |
| 2004 | Shahid Kapoor     | Ishq Vishk                                         | —                                        |
| 2005 | kein Preis        |                                                    |                                          |
| 2006 | Shiney Ahuja      | Hazaaron Khwaishein Aisi                           | —                                        |
| 2007 | Upen Patel        | 36 China Town                                      | —                                        |
| 2008 | Ranbir Kapoor     | Saawariya                                          | —                                        |
| 2009 | keine Verleihung  |                                                    |                                          |
| 2010 | keine Verleihung  |                                                    |                                          |
| 2011 | Ranveer Singh     | Die Hochzeitsplaner – Band Baaja Baaraat           | Die Hochzeitsplaner – Band Baaja Baaraat |
| 2012 | Rana Daggubati    | Dum Maro Dum                                       | —                                        |
| 2013 | Arjun Kapoor      | Ishaqzaade                                         | —                                        |
| 2013 | Ayushmann Khurana | Vicky Donor                                        | —                                        |
| 2014 | Dhanush           | Raanjhanaa                                         | —                                        |